# Сражение при Уильямспорте
Сражение при Уильямспорте (англ. The Battle of Williamsport) — серия кавалерийских и пехотных столкновений, которые проходили около городка Уильямспорт (округ Вашингтон, штат Мэриленд) с 6 по 16 июля 1863 года, во время отступления армии генерала Ли в Вирджинию. Это сражение стало одним из последних сражений геттисбергской кампании американской гражданской войны. 6 июля обозы Северовирджинской армии были атакованы у Уильямспорта федеральной кавалерией, но атака была отбита. Позже подошли основные части Потомакской армии, но не решились атаковать укреплённые позиции противника. Это сражение иногда называют сражением при Хагерстауне или сражением при Фоллин-Уотерс.

## Предыстория
После завершения сражения при Геттисберге 3 июля генерал Ли принял решения отступить в Вирджинию. Армия оставалась на позиции, и под её прикрытием в тыл были отправлены два обоза с ранеными. Один обоз, в котором было около 8000 раненых, был передан под руководство генерала Джона Имбодена. В его распоряжении был отряд в 2 100 кавалеристов и артиллерийская батарея. Ему же были приданы две кавалерийские бригады: Фицхтю Ли и Хэмптона. Имбодену было приказано выступить 4 июля в 17:30 из Кэштауна, обойти Чамберсберг по дороге на Гринвуд, и прибыть в Гринкасл к утру 5 июля. Оттуда он должен был отправиться в Уильямспорт и там перейти Потомак. В Мартинсберге он должен был оставить обоз и вернуться в Чамберсберг.
Имбоден, отступая к Уильямспорту, попал под атаку федеральной кавалерии в Гринкасле, а затем под атаку кавалерии из бывшего гарнизона Винчестера. Когда же он привёл остатки обоза в Уильямспорт, то обнаружил, что понтонный мост в Фоллинг-Уотерс уничтожен, и единственная связь с вирджинским берегом — это паромная переправа, которая позволяет переправить не более двух повозок за раз.
В то же время к вирджинскому берегу у Уильямспорта подошли 54-й Северокаролинский и 58-й Вирджинский полки. Они были оставлены в долине Шенандоа для эскортирования федеральных пленных из Винчестера в Стаутон, и, завершив эту миссию, вернулись в Винчестер 3 июля. Там им было приказано идти к Уильямспорту и принять под охрану обозы. Имбоден уже знал, что к его позиции приближается федеральная кавалерия, поэтому велел обеим полкам переправиться на пароме через Потомак и присоединиться к обороне обозов.
В то же время генерал Мид, армия которого несколько дней простояла под Геттисбергом, отправил кавалерию в набег по тылам противника. В южном направлении были посланы дивизии Килпатрика и Бьюфорда. Килпатрик прошёл через Фэирфилд, вступил в перестрелку в Монтеррейском ущелье, и затем преследовал противника до Хагерстауна. Дивизия Бьюфорда, численностью около 4 000 человек, выступила из Фредерика 6 июля около 04:00 и направилась к Уильямспорту. Бьюфорд уже узнал, что там находится обоз Имбодена, и он решил не дать обозу уйти за Потомак.